# Opstand in Tibet (1987-1993)

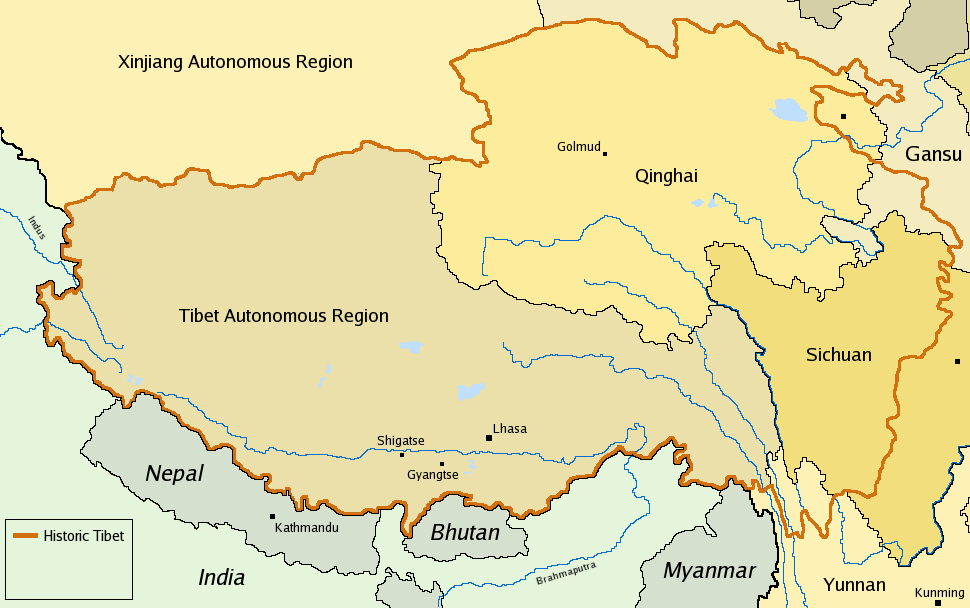
Autonome entiteiten van Tibet binnen de Volksrepubliek China

De Opstand in Tibet van 1987 tot 1993 bestond uit meerdere opstanden vanaf 27 september 1987 en die duurden voort tot en met 15 juni 1993 in de Tibetaanse gebieden onder Chinees bestuur, de Tibetaanse Autonome Regio, Sichuan en Qinghai, en in het bijzonder in de hoofdstad Lhasa. De onlusten waren het hevigst in 1989.

## Tijdlijn
| 1987           | |
| 27 september   | Een betoging in Lhasa wordt direct op de eerste dag hard neer neergeslagen door de Chinese autoriteiten. Deze nacht ging de geschiedenis in als de De zwarte nacht. |
| 1 oktober      | Er vinden rellen plaats in Lhasa. De rellen kostten het leven aan een monnik uit het klooster van Sera en er zijn twee Tibetaanse gewonden. |
| 1988           | |
| 5 maart        | Er vindt een oproer plaats tijdens de viering van het Grote Gebed (Mönlam). De rellen hadden drie doden tot gevolg volgens Chinese bronnen; dertig volgens de Tibetaanse oppositie. |
| juni           | De dalai lama, Tenzin Gyatso, verzwakt zijn eisen tegenover de Chinese regering. Hij eiste wel de onafhankelijkheid van Tibet, maar gaf aan ook genoegen te nemen met een autonome status. |
| 10 december    | Opnieuw rellen in Lhasa. Volgens officiële bronnen viel er één dode; onofficiële bronnen spreken van twaalf. |
| 1989           | |
| 19 januari     | Er is een uitspraak na de arrestaties naar aanleiding van de rellen in 1988 met afschrikwekkende veroordelingen. De veroordelingen strekten van drie jaar gevangenisstraf tot de doodstraf (met uitstel van executie). |
| 28 januari     | De tiende pänchen lama van Tibet, de hoogste autoriteit na de dalai lama, overlijdt. De Chinese regering neemt de verantwoordelijkheid op zich de nieuwe opvolger (reïncarnatie) te zoeken. De Tibetanen geloven in moord door de Chinese autoriteiten en zijn bezorgd over de onreglementaire inmenging in de eeuwenoude tradities van opvolging. |
| 6 februari     | Oproer rondom Mönlam en het Tibetaanse nieuwjaarsfeest Losar. De Chinese regering annuleerde de viering van Mönlam Qenmo die elk jaar voorafgaat Losar. Losar vond in 1989 plaats op 7 februari. |
| 5 maart        | Een religieuze manifestatie mondt uit in een bloedbad. Officiële bronnen spreken van elf doden en honderd gewonden. Aanleiding van het bloedbad was volgens Chinese bronnen de steniging van een Chinese politieagent; Tibetaanse bronnen beweren dat de manifestatie werd aangevallen door de Chinese politie.                                    |
| 6 maart        | Rellen breiden zich uit naar het centrum van Lhasa. Hierbij werden Chinese onder andere winkels vernield. Naar aanleiding van deze rellen werd de noodtoestand afgekondigd en hadden de Chinese autoriteiten meer bevoegdheden. |
| 7 maart        | Alle buitenlanders, inclusief journalisten worden geëvacueerd. Dit betekende een einde aan de informatievoorziening over de rellen naar de buitenwereld. Volgens officiële bronnen vielen er in twee dagen tijd vijf doden. |
| 15 april       | China's voormalig secretaris-generaal Hu Yaobang (tot 1987) overlijdt. Yaobang was voorstander van het terugtrekken van het leger uit Tibet en zijn dood leidde tot een studentenprotest in Peking. Het Tiananmenprotest werd enkele maanden later, op 4 juni 1989, hard neergeslagen.                                                             |
| 1991           | |
| 26 mei         | Er vinden botsingen plaats tussen betogers en de politie. Drie dagen na de veertigste jaarlijkse gedenkdag van de invasie van Tibet kwam het opnieuw tot rellen in Lhasa. |
| september      | Er vinden vier verschillende betogingen plaats. De betogingen werden georganiseerd door hooggeplaatste boeddhistische monniken. |
| 1993           | |
| februari/maart | Manifestaties rondom de Dag van de Tibetaanse Opstand. De manifestaties leidden tot arrestaties van hooggeplaatste Tibetaanse monniken van tussen vijftien en drieëntwintig jaar oud. |
| 24 mei         | Er vinden protesten plaats tegen hoge kosten van levensonderhoud. Gedurende twee uur raken betogers slaags met de Chinese politie. De betogers richtten zich tegen Chinese winkels en officiële gebouwen. Volgens onofficiële berichten vonden twee betogers de dood en raakten 88 gewond.                                                         |
| 25 mei         | Opnieuw een betoging. Deze betoging is echter kleiner, met slechts enkele botsingen en zonder plunderingen. |
| 1 juni         | Opnieuw vinden er betogingen plaats. Volgens onofficiële werden er drie Tibetanen gearresteerd. |
| 15 juni        | Manifestatie tegen Chinees bestuur van Tibet en de hoge kosten van levensonderhoud. Deze betogingen vonden plaats in Gyantse, de tweede stad van Tibet. |

## Opstanden van 1989
In januari 1989 overleed pänchen lama, Chökyi Gyaltsen, op een leeftijd van vijftig jaar aan een hartinfarct in Gyantse. Dit was enkele dagen voordat hij een historische kritische redevoering zou houden over de Chinese politiek waarin hij zijn loyaliteit had willen betuigen aan de veertiende dalai lama. Tibetanen trokken de conclusie dat hij was vergiftigd.
In dezelfde maand arriveerde de twee maanden eerder benoemde secretaris-generaal van de Tibetaanse Autonome Regio, Hu Jintao, in Lhasa; Jintao werd later (vanaf 2003) president van de Volksrepubliek China. Twee maanden voor zijn benoeming en tegen de wil van Zhao Ziyang, liet Jintao duizenden Chinese militairen naar Tibet verplaatsen. In een artikel dat voormalig Chinees journalist Tang Daxian schreef over de gebeurtenissen in Lhasa tussen 2 en 10 maart 1989, bevestigt hij dat de Chinese autoriteiten veiligheidsagenten en Chinese politie verkleed als monniken de straat opstuurde, om rellen in scène te zetten waarna de politie hard ingreep. Op 7 maart verkondigt Hu Jintao de noodtoestand in Tibet. Hu Jintao heeft in Tibet volgens de Franse krant 20 minutes de bijnaam slager van Lhasa. De krant spreekt van 400 doden. De The New York Times spreekt van 450 doden en baseert zich op films en documenten uit handen van Tang Daxian.

## Politieke gevangenen
Tijdens de opstanden tussen 1987 en 1993 werden onder meer de volgende Tibetanen gevangengezet:
- Ngawang Sangdröl
- Püntsog Nyidron
- Ngawang Woebar
- Tobden Gyaltso